# Ambrosius Calepinus

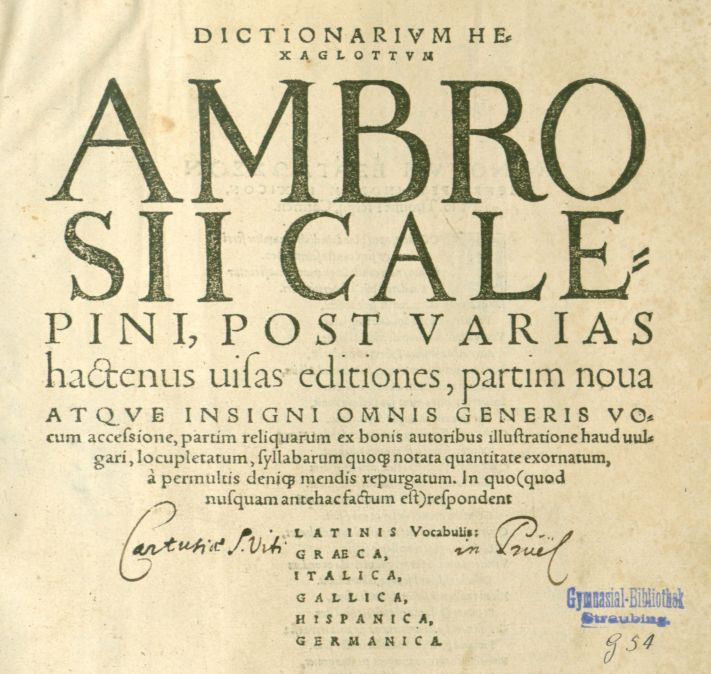
Calepino lexikonának 1568-as Bázeli kiadása.

Ambrogio Calepino közismert latin néven Ambrosius Calepinus (Calepio, 1435. június 2. – Bergamo, 1511. november 30.) Ágoston-rendi szerzetes, lexikoníró.

## Élete
Ambrogio Calepino, magyar nevén Ambrus 1435-ben született az olaszországi Calepioban. 1458-ban belépett az Ágoston rendbe.

## Művei
Fő műve az 1502-ben Reggioban kiadott Cornucopia című latin nyelvű lexikon. 1505-ben és 1509-ben átdolgozvaadta ki. Később 7, 10, majd 11 nyelven is számos kiadást ért meg 1542-1592 között.
A lexikon 1585-ik évi lyoni tíznyelvű kiadásába már a magyar nyelvet is fölvették.
Latin-magyar szótára a legnevezetesebb volt a 16. századi szótárak között, mely a magyar nyelv történetéhez különösen becses adatokat tartalmaz.
Nevéhez fűződik még egy, Velencét dicsőítő hosszabb költemény, valamint a latin nyelv szólásmondásait kommentáló kisebb mű is.
- Calepinus Latin-magyar szótára 1585-ből; sajtó alá rend. Melich János, közrem. Jakubovich Emil, Sági István; Tudományos Akadémia, Bp., 1912